# Classe Mirabello
La classe Mirabello di cacciatorpediniere della Regia Marina venne impostata nel 1914, come appartenente alla tipologia "esploratore". Era composta da 3 unità: oltre alla capoclasse Carlo Mirabello vi erano le unità gemelle Carlo Alberto Racchia e Augusto Riboty. Nel 1938 le unità superstiti (il Racchia affondò per urto contro una mina nel 1920) vennero riclassificate cacciatorpediniere.

## Caratteristiche
Alla vigilia della prima guerra mondiale la Regia Marina aveva la necessità di dotarsi di un numero sufficiente "esploratori" che fungessero da avanscoperta alla flotta delle corazzate e degli incrociatori. Dopo l'insuccesso della classe "Bixio" (che lamentarono sempre gravi problemi all'apparato propulsore) e la soluzione di ripiego della classe "Poerio" (più che altro dei cacciatorpediniere meglio armati), fu perciò progettata la classe "Mirabello".
Pur essendo una soluzione di compromesso tra necessità belliche (la Regia Marina avrebbe preferito unità più simili a degli incrociatori leggeri, quanto a stazza e armamento) e ristrettezze economiche, queste navi si rivelarono alla fine molto ben riuscite, soprattutto considerando il teatro bellico in cui avrebbero operato, cioè l'Adriatico. Erano navi agili, veloci e con un armamento più che adeguato per tenere facilmente testa alle unità similari della k.u.k. Kriegsmarine. A prova delle loro qualità rimane il fatto che due di queste unità parteciparono attivamente anche al secondo conflitto mondiale.
Le navi della classe "Mirabello" vennero realizzate su progetto del colonnello del Genio Navale Naborre Soliani e costruite dai Cantieri Gio. Ansaldo di Genova Sestri tra il 1915 e il 1916. Ogni unità, escluso l'armamento e gli altri accessori militari e di servizio, venne a costare 5.100.000 Lire dell'epoca, pari a circa 15 milioni di Euro attuali.

Profilo del cacciatorpediniere Carlo Mirabello, capostipite della classe

Lo scafo a chiglia piatta era caratterizzato da una sovrastruttura molto ridotta, con la torre di plancia poco voluminosa, una piccola tuga poppiera, un castello di prua piuttosto alto e due fumaioli entrambi a proravia di metà nave. Il Mirabello differiva leggermente nella sovrastruttura (plancia, tuga poppiera, alberatura) rispetto alle altre due unità.
L'armamento originale prevedeva 1 cannone da 152/40 mm, 7 cannoni da 102/35 mm e 2 cannoni contraerei da 76/40 mm, oltre ai 4 tubi lanciasiluri in due complessi binati posti a lato del secondo fumaiolo e un paio di mitragliatrici leggere. Nel corso degli anni questo armamento fu più volte modificato per seguire le esigenze via via dettate dalle necessità operative. Per esempio sul Riboty, unico sopravvissuto alla seconda guerra mondiale, nel 1943 l'armamento era ridotto a soli 4 cannoni da 102/45 mm, ben 6 mitragliere antiaeree Oerlikon da 20/70 e due tramogge per bombe di profondità, poiché essendo l'unità destinata prevalentemente a missioni di scorta convogli, necessitava meno dell'armamento antinave (cannoni e siluri) e maggiormente di quello antiaereo e antisommergibile.
L'apparato propulsore dei "Mirabello", uguale per tutte e tre le unità, si basava su due gruppi di turbine Parsons alimentate da 4 caldaie alimentate a nafta. I due assi azionavano due eliche tripala in bronzo di 2,77 metri di diametro che, grazie alla potenza erogata di 44.000 CV, potevano imprimere alle navi velocità di prova intorno ai 35-36 nodi e una velocità operativa di 32 nodi.
Per le loro caratteristiche nautiche, la loro robustezza e longevità le navi della classe "Mirabello" sono state ritenute da alcuni tra le migliori navi che la Regia Marina abbia allineato.

## Storia

Il cacciatorpediniere Augusto Riboty, sopravvissuto alla seconda guerra mondiale

Le unità della classe "Mirabello" furono consegnate alla Regia Marina quando la prima guerra mondiale era già iniziata e quindi furono quasi subito impegnate in attività operativa. Assegnate alla base di Brindisi, operarono in Adriatico, partecipando a missioni di interdizione, posa mine, scorta a convogli e a navi maggiori. In particolare il Mirabello durante la prima guerra mondiale eseguì 65 missioni di guerra per un totale di 621 ore di moto.
Nel periodo tra le due guerre queste unità svolsero la normale attività di squadra, con frequenti missioni all'estero, sia di rappresentanza che operative. Durante una di queste fu perso il Racchia che il 19 luglio 1920 presso Odessa durante una scorta, urtò una mina affondando rapidamente.
Le altre due unità svolsero la normale attività e parteciparono tra il 1936 e il 1938 alle operazioni di appoggio durante la guerra civile spagnola.
Nel 1938 vennero riclassificate cacciatorpediniere e allo scoppio della seconda guerra mondiale avrebbero dovuto essere radiate, ma le necessità belliche fecero sì che rimanessero in servizio, svolgendo prevalentemente missioni di scorta a convogli nel basso Adriatico e nello Ionio, dislocate a Brindisi quali unità dipardimentali della Circoscrizione Basso Adriatico e del Mar Ionio. Il Mirabello (CC Ludovico Puleo) affondò per urto di mina il 21 maggio 1941 mentre era impegnato in operazioni di scorta ad un convoglio diretto in Grecia. Il Riboty giunse indenne alla fine del conflitto e, secondo le clausole del trattato di pace, avrebbe dovuto essere consegnato ai sovietici, ma date le sue condizioni disastrose e la sua obsolescenza non venne ritirato e venne quindi radiato il 1º maggio 1950.